# Khorata schwendingeri
Khorata schwendingeri is een spinnensoort uit de familie trilspinnen (Pholcidae). De soort komt voor in Laos en Thailand.